# Distretto di Mbala
Il distretto di Mbala è un distretto dello Zambia, parte della Provincia Settentrionale.
Il distretto comprende 17 ward:
- Chela
- Chimbili
- Chinyika
- Chozi
- Intala
- Ipembe
- Kawimbe
- Kazimolwa
- Lapisha
- Luandi
- Malamba
- Motomoto
- Mukololo
- Mwamba
- Mwambezi
- Mwiluzi
- Nsunzu